# Fats Domino
Antoine Dominique Fats Domino (New Orleans, 26. veljače 1928. – 24. listopada 2017.) bio je američki R&B i rock and roll pjevač, pijanist i tekstopisac. Utjecao je na razvoj rock and roll glazbe.
Počeo je s karijerom 1949. kada je s pjesmom "The Fat Man" prodao preko milijun kopija. Među prvima je kojemu je to uspjelo s nekom rock and roll pjesmom. U njegovoj dugoj karijeri, uspješne su bile 50.-te godine i počeci 60.-tih godina 20. stoljeća. Imao je 40 pjesama na top-listi 10 najboljih R&B pjesama i 11 pjesama na top-listi 10 najboljih pop pjesama. Promijenio je diskografsku kuću 1963. godine, što je dovelo do manje uspješnih pjesama. Poslije 1980. godine, odlučio je trajno živjeti u rodnom New Orleansu, gdje se najbolje osjećao. Primljen je Rock and roll kuću slavnih 1986. godine te je pozvan da nastupa u Bijeloj kući. Za vrijeme uragana Katrina, koji je pogodio New Orleans 2005., nije želio napustiti svoju kuću zbog bolesne žene. Preživjeli su uragan, ali je kuća uništena. Rijetko nastupa poslije uragana. Nastupio je neočekivano na humanitarnom koncertu "Domino Effect" 2009. za pomoć žrtvama uragana.

## Diskografija
- Carry on Rockin' (1955.)
- Rock and Rollin' with Fats (1956.)
- This Is Fats (1956.)
- Here Stands Fats Domino (1958.)
- The Fabulous Mr. D (1958.)
- Let's Play Fats Domino (1959.)
- A Lot of Dominos (1960.)
- Fats Domino (1960.)
- I Miss You So (1961.)
- Let the Four Winds Blow (1961.)
- What a Party (1962.)
- Twistin the Stomp (1962.)
- Walking to New Orleans (1963.)
- Just Domino (1963.)
- Let's Dance with Domino (1963.)
- Here He Comes Again (1963.)
- Here Comes Fats (1963.)
- Fantastic Fats (1964.)
- Trouble in Mind (1965.)
- Fats Domino '65 (1965.)
- Getaway with Fats Domino (1966.)
- Southland U.S.A. (1966.)
- Fats Domino Swings (1967.)
- Stompin' (1967.)
- Fats Is Back (1968.)
- Ain't That a Shame (1970.)
- Fats (1970.)
- Cookin' with Fats (1971.)
- Live in Las Vegas (1973.)
- Big Rock Sounds (1974.)
- Live at Montreux (1974.)
- Live in New York (1976.)
- Live in Europe (1978.)
- Fats Domino 1980 (1980.)
- Jambalaya (1984.)
- Live in Concert (1985.)
- The Fat Man Live (1986.)
- Easy Riding (1988.)
- Christmas Gumbo (1993.)
- The Fats Man (1995.)
- The Fat Man Sings Live (1996.)
- Live in Concert (1996.)
- Live at Gilley's (1999.)
- The Hits Alive (1999.)
- The Legends of New Orleans -  Fats Domino Live! (2003.)